# Mistrzostwa Świata w Siatkówce Plażowej 2001
Rezultaty III. MŚ w siatkówce plażowej, rozegranych między 1-4 sierpnia 2001 r. w austriackim Klagenfurt am Wörthersee.

## Mężczyźni
| Lp. | Zawodnicy                         | Medal |
| --- | --------------------------------- | ----- |
| 1   | Mariano Baracetti / Martin Conde  |       |
| 2   | José Loiola / Ricardo Santos      |       |
| 3   | Vegard Høidalen / Jørre Kjemperud |       |

## Kobiety
| Lp. | Zawodniczki                    | Medal |
| --- | ------------------------------ | ----- |
| 1   | Shelda Bede / Adriana Behar    |       |
| 2   | Tatiana Minello / Sandra Pires |       |
| 3   | Eva Celbová / Sona Novaková    |       |